# Seicheles nos Jogos Olímpicos de Verão de 2020
Seicheles deverá competir nos Jogos Olímpicos de Verão de 2020 em Tóquio. Originalmente programados para ocorrerem de 24 de julho a 9 de agosto de 2020, os Jogos foram adiados para 23 de julho a 8 de agosto de 2021, por causa da pandemia COVID-19. Será a nona participação da nação nos Jogos Olímpicos de Verão, com exceção dos Jogos Olímpicos de Verão de 1988, em Seul, devido ao seu apoio parcial ao boicote norte-coreano.

## Competidores
Abaixo está a lista do número de competidores nos Jogos.
| Esporte   | Masculino | Feminino | Total |
| --------- | --------- | -------- | ----- |
| Atletismo | 1         | 0        | 1     |
| Judô      | 1         | 0        | 1     |
| Natação   | 1         | 1        | 2     |
| Vela      | 1         | 0        | 1     |
| Total     | 4         | 1        | 5     |

## Atletismo
Seicheles recebeu vagas de Universalidade da IAAF para enviar um atleta às Olimpíadas.
- Nota– As posições para os eventos de pista são em relação à bateria do atleta
- Q = Qualificado para a próxima fase
- q = Qualificado para a próxima fase como o perdedor mais rápido ou, em eventos de campo, pela posição sem atingir o alvo para qualificação
- NR = Recorde nacional
- N/A = Fase não aplicável para o evento
- Bye = Atleta não precisou disputar aquela fase

Eventos de pista e estrada
| Atleta     | Evento                        | Eliminatória | Eliminatória | Semifinal | Semifinal | Final     | Final   |
| Atleta     | Evento                        | Resultado    | Posição      | Resultado | Posição   | Resultado | Posição |
| ---------- | ----------------------------- | ------------ | ------------ | --------- | --------- | --------- | ------- |
| Ned Azemia | 400 m com barreiras masculino |              |              |           |           |           |         |

## Judô
Seicheles recebeu um convite da Comissão Tripartite e da International Judo Federation para enviar Nantenaina Finesse para a categoria peso médio (90 kg) nas Olimpíadas.
| Atleta             | Evento           | Fase de 32           | Oitavas-de-final     | Quartas-de-final     | Semifinais           | Repescagem           | Final / BM           | Final / BM |
| Atleta             | Evento           | Adversário Resultado | Adversário Resultado | Adversário Resultado | Adversário Resultado | Adversário Resultado | Adversário Resultado | Posição    |
| ------------------ | ---------------- | -------------------- | -------------------- | -------------------- | -------------------- | -------------------- | -------------------- | ---------- |
| Nantenaina Finesse | –90 kg masculino |                      |                      |                      |                      |                      |                      |            |

## Natação
Seicheles recebeu um convite de Universalidade da FINA para enviar seus nadadores de melhor ranking (um por gênero) para o respectivo evento individual nas Olimpíadas, baseado no Sistema de Pontos da FINA de 28 de junho de 2021. Será a estreia da nação no esporte.
| Atleta          | Evento                    | Eliminatória | Eliminatória | Semifinal | Semifinal | Final | Final   |
| Atleta          | Evento                    | Tempo        | Posição      | Tempo     | Posição   | Tempo | Posição |
| --------------- | ------------------------- | ------------ | ------------ | --------- | --------- | ----- | ------- |
| Simon Bachmann  | 200 m borboleta masculino |              |              |           |           |       |         |
| Felicity Passon | 100 m costas feminino     |              |              |           |           |       |         |
| Felicity Passon | 200 m costas feminino     |              |              |           |           |       |         |

## Vela
Velejadores de Seicheles qualificaram um barco em cada uma das classes seguintes através dos Campeonatos Mundiais das Classes e das regatas continentais.
| Atleta          | Evento          | Regata | Regata | Regata | Regata | Regata | Regata | Regata | Regata | Regata | Regata | Regata | Pontos | Posição |
| Atleta          | Evento          | 1      | 2      | 3      | 4      | 5      | 6      | 7      | 8      | 9      | 10     | M*     | Pontos | Posição |
| --------------- | --------------- | ------ | ------ | ------ | ------ | ------ | ------ | ------ | ------ | ------ | ------ | ------ | ------ | ------- |
| Rodney Govinden | Laser masculino |        |        |        |        |        |        |        |        |        |        |        |        |         |

M = Regata da medalha; EL = Eliminado – não avançou à regata da medalha